# Vojtěch Pavlásek
Vojtěch Pavlásek (13. března [uváděno též 13. května] 1895 Týn nad Vltavou – 30. října 1977 Praha) byl český a československý politik Komunistické strany Československa, poválečný poslanec Prozatímního Národního shromáždění.

## Biografie
Za první světové války působil v Československých legiích. Byl dobrovolníkem 2. pluku. Spolupracoval s odbočkou Národní rady Československé. Původní profesí byl učitelem z Kobylis. V meziválečném období se veřejně a politicky angažoval. Byl členem Proletkultu a Federace proletářské tělovýchovy. Působil i jako novinář.
V letech 1945–1946 byl poslancem Prozatímního Národního shromáždění za KSČ, respektive za Ústřední národní tělovýchovný výbor. V parlamentu setrval do parlamentních voleb v roce 1946.
Na VIII. sjezdu KSČ byl zvolen členem ÚV KSČ. V roce 1952 byl náměstkem československého ministra školství, věd a umění. Působil jako ředitel Pedagogického muzea Jana Amose Komenského při Výzkumném ústavu pedagogickém v Praze. Byl mu udělen Řád republiky, Řád práce a Řád 25. února.
Zemřel v říjnu 1977.